# Xenia Jost
Xenia Jost (* 23. Oktober 1998 in Sombor, Serbien) ist eine ehemalige serbisch-deutsche Kanutin.

## Werdegang
Xenia Jost begann im Alter von zehn Jahren mit dem Kanusport. 2015 nahm sie mit 16 Jahren als Mitglied der serbischen Nationalmannschaft an der Junioren-Europameisterschaft in Rumänien teil. Danach zog sie mit ihrer Familie nach Deutschland und setzte ihre sportliche Karriere bei den Rheinbrüdern Karlsruhe fort.
2016 und 2017 wurde sie Deutsche Vizemeisterin im Vierer-Kajak über 500 Meter und qualifizierte sich für die deutsche U23-Nationalmannschaft, erhielt jedoch zunächst keine internationale Startberechtigung. Erst 2018 bot sich ihr die Gelegenheit, bei der U23-Europameisterschaft in Italien für die deutsche Nationalmannschaft anzutreten. 2019 folgte die U23-Weltmeisterschaft in Rumänien, bei der sie im Vierer-Kajak über 500 Meter den sechsten Platz erreichte.
Ihre größten Erfolge erzielte sie im Jahr 2021 im Vierer-Kajak über 500 Meter: Bei der U23-Weltmeisterschaft in Portugal gewann sie Silber und bei der U23-Europameisterschaft in Polen Bronze. Auf nationaler Ebene sicherte sie sich zudem den Titel der Deutschen Meisterin.
Im darauffolgenden Jahr 2022 wurde sie gemeinsam mit der Olympia-Teilnehmerin Sarah Brüßler Deutsche Meisterin im Zweier-Kajak über 200 und 500 Meter. Dieser Doppelsieg markierte zugleich das Ende ihrer sportlichen Karriere, das sie noch im selben Jahr bekanntgab. Für diese Leistung wurden die beiden Sportlerinnen bei der Karlsruher Sportgala im März 2023 als „Mannschaft des Jahres 2022“ ausgezeichnet.
Xenia Jost legte nach nur drei Jahren in Deutschland das Abitur am Otto-Hahn Gymnasium in Karlsruhe ab. Im Anschluss daran absolvierte sie ein duales Studium der Betriebswirtschaftslehre mit dem Schwerpunkt Industrie an der DHBW Karlsruhe in Kooperation mit den Karlsruher Stadtwerken als Partnerunternehmen.